# Pfarrkirche Ottenschlag

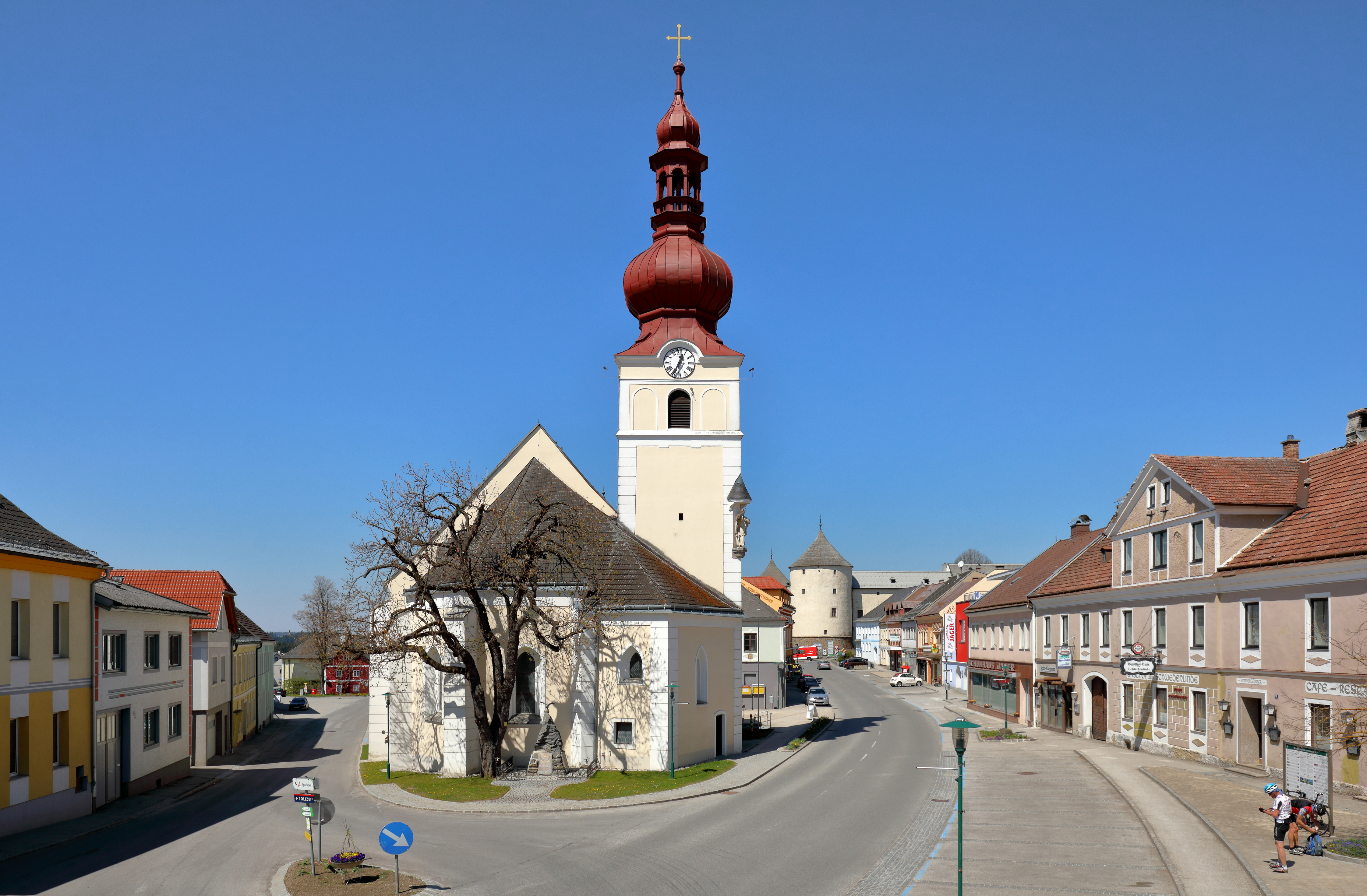
Katholische Pfarrkirche hl. Jakobus der Ältere in Ottenschlag, davor ein Rosskastanienbaum als Naturdenkmal

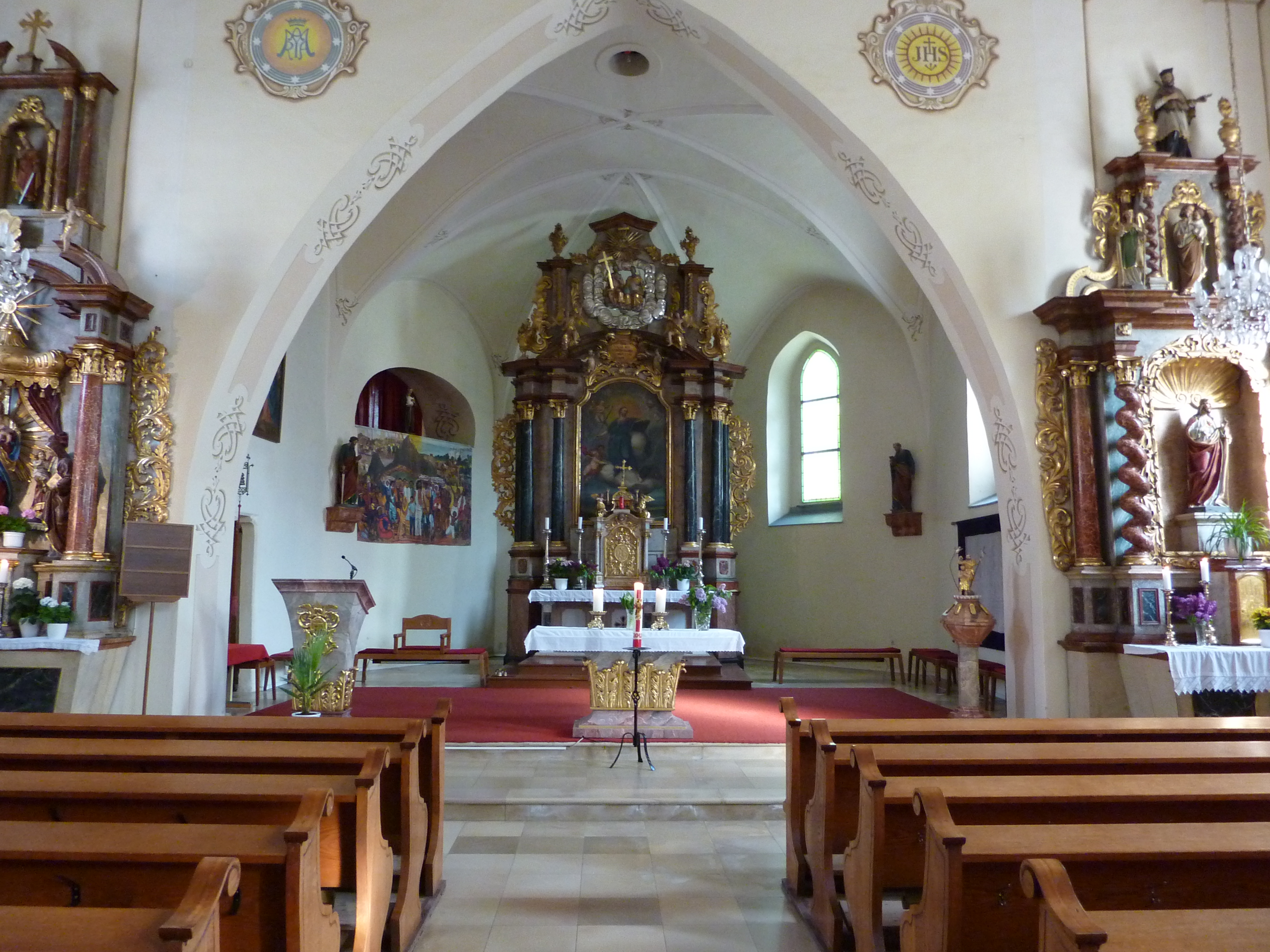
Im Langhaus zum Chor

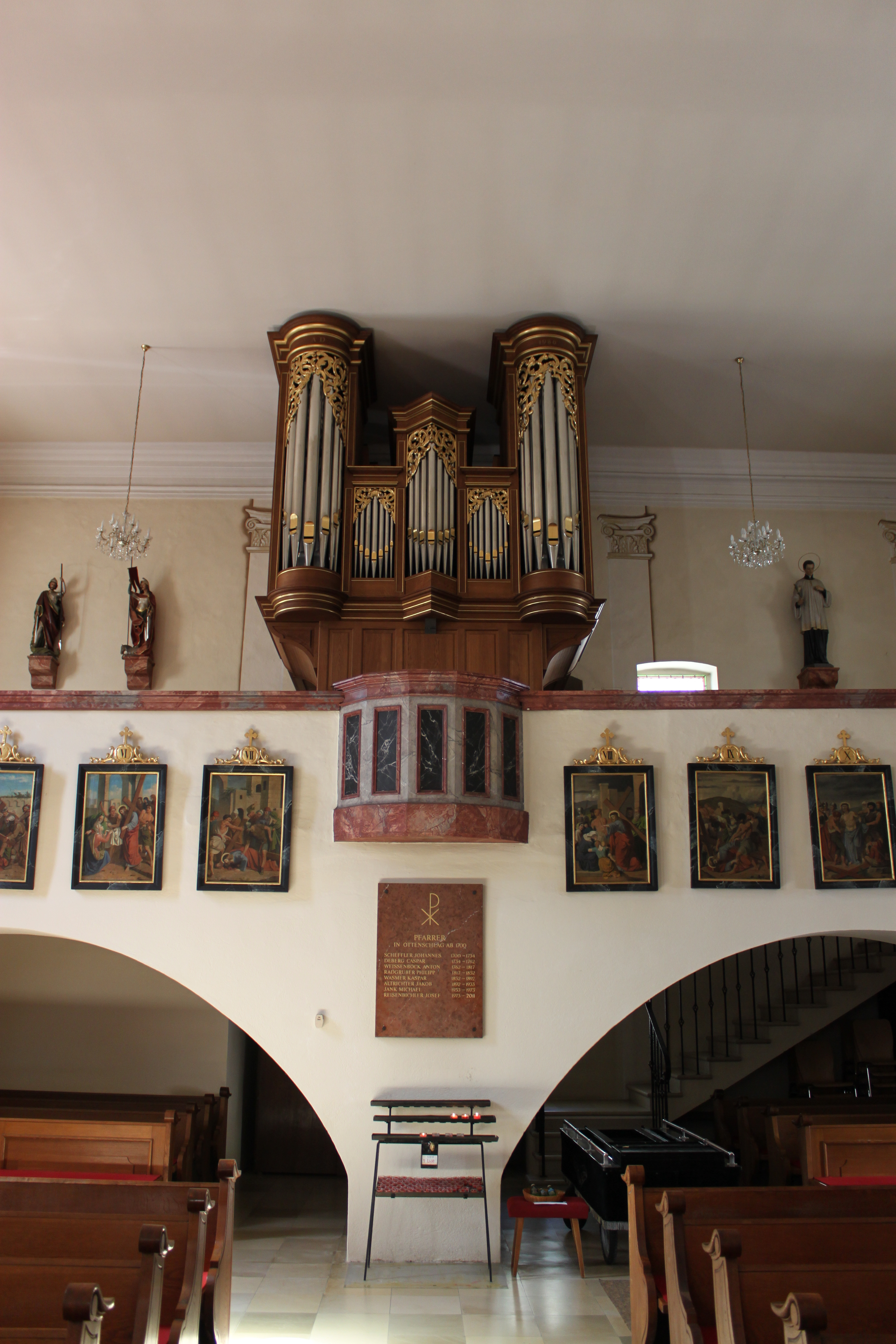
Zweibogige Musikempore mit Orgel

Die Pfarrkirche Ottenschlag steht am Süd-Ost-Ende des Marktplatzes in der Marktgemeinde Ottenschlag im Bezirk Zwettl in Niederösterreich. Die dem heiligen Jakobus der Ältere geweihte römisch-katholische Pfarrkirche gehört zum Dekanat Spitz in der Diözese St. Pölten. Die Kirche steht unter Denkmalschutz (Listeneintrag).

## Geschichte
Urkundlich wurde 1096 Ottenschlag als Teil der Pfarre Kottes und 1380 als selbständige Pfarre genannt. Die untergegangene Pfarrkirche hl. Hippolyt stand außerhalb des Ortes am Poltenberg wahrscheinlich an der Stelle der heutigen Friedhofskapelle hl. Hippolyt, die sich seit 1870 als schlichter Bau präsentiert. Um 1774 wurde der Sitz der Pfarrkirche in die Marktkirche verlegt.
Die im Kern spätgotische Marktkirche wurde 1490 urkundlich genannt. Nach einem Ortsbrand 1696 wurde die Kirche wieder aufgebaut und erweitert. 1908 wurde die Kirche renoviert.

## Architektur
Kirchenäußeres

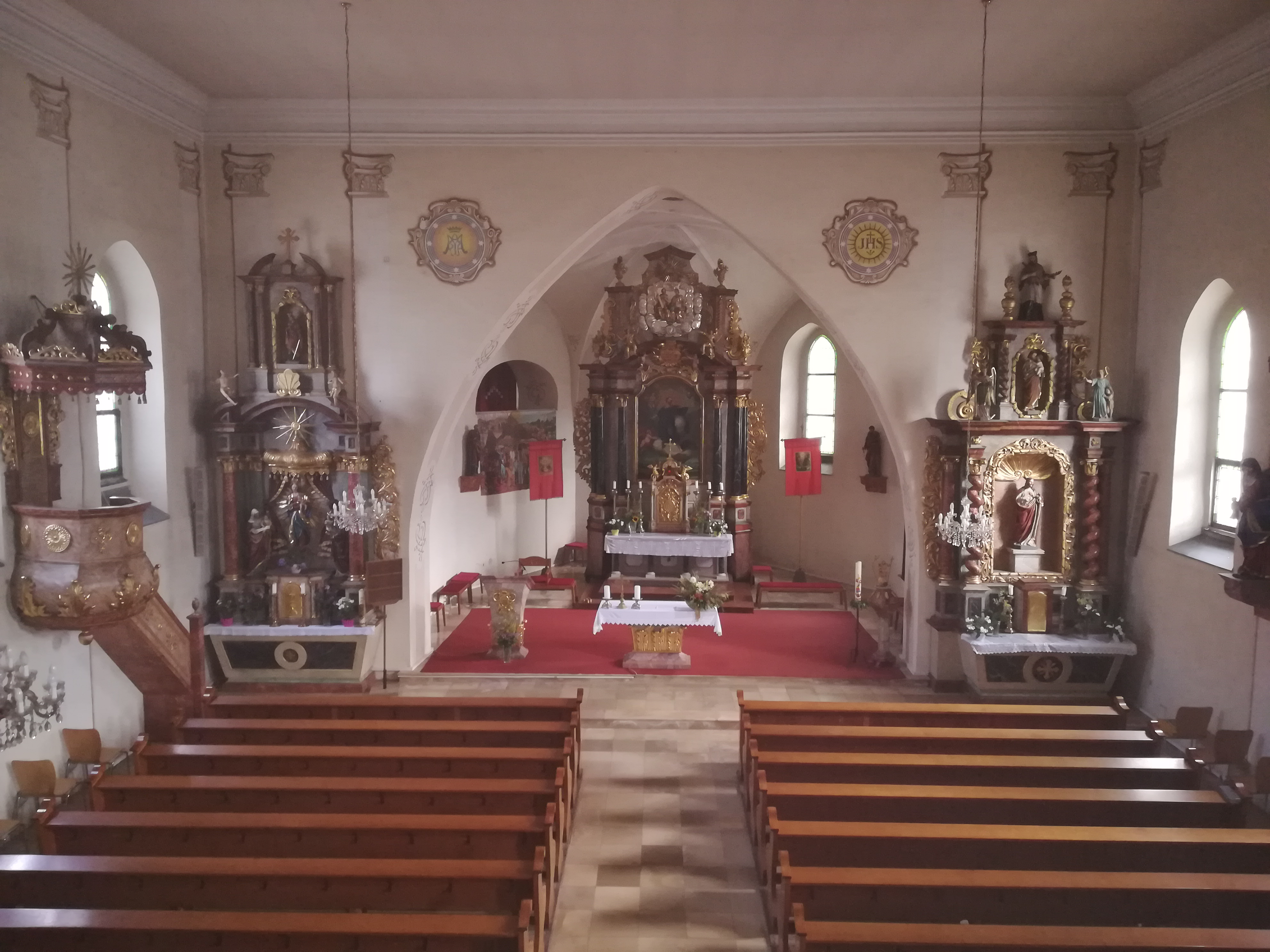
Blick von der Orgelempore der Pfarrkirche Ottenschlag (von links nach rechts): Kanzel, Marienaltar, St. Jakobus-Hochaltar, Herz-Jesu-Altar

Das breitrechteckige Langhaus wurde 1696 nach Westen erweitert und zeigt sich unter einem Schopfwalmdach mit Gaupen mit gebänderten Strebepfeilern und Spitzbogenfenstern und einem Portalvorbau aus 1908. Der polygonale Chor ist niedriger. Im Nordosten ist eine zweigeschoßige Sakristei angebaut. Der spätgotische Nordturm hat ein Glockengeschoß mit Rundbogenfenstern und Blendbögen aus 1696 und trägt einen historistischen Zwiebelhelm. Bemerkenswert am Turm ist eine barocke Figur des hl. Johannes Nepomuk auf einer Eckkonsole, welche 1907 gespendet wurde.
Kircheninneres
Das Langhaus zeigt sich als Saalraum unter einer Flachdecke mit einer gemalten neobarocken Pilastergliederung. Die zweibogige unterwölbte Musikempore stammt aus dem Jahr 1696. Der gedrungene Triumphbogen ist spitzbogig. Der einjochige Chor mit einem Dreiachtelschluss ist kreuzgratgewölbt und hat nordseitig ein spätgotisches Schulterbogenportal zum kreuzgratgewölbten Turmerdgeschoß. Im Oratorium über der Sakristei ist ein Spiegelgewölbe der Spätrenaissance mit einem Drehschnurdekor auf Konsolen aus dem Ende des 16. Jahrhunderts.
Die Glasmalerei nennt 1937.

## Ausstattung

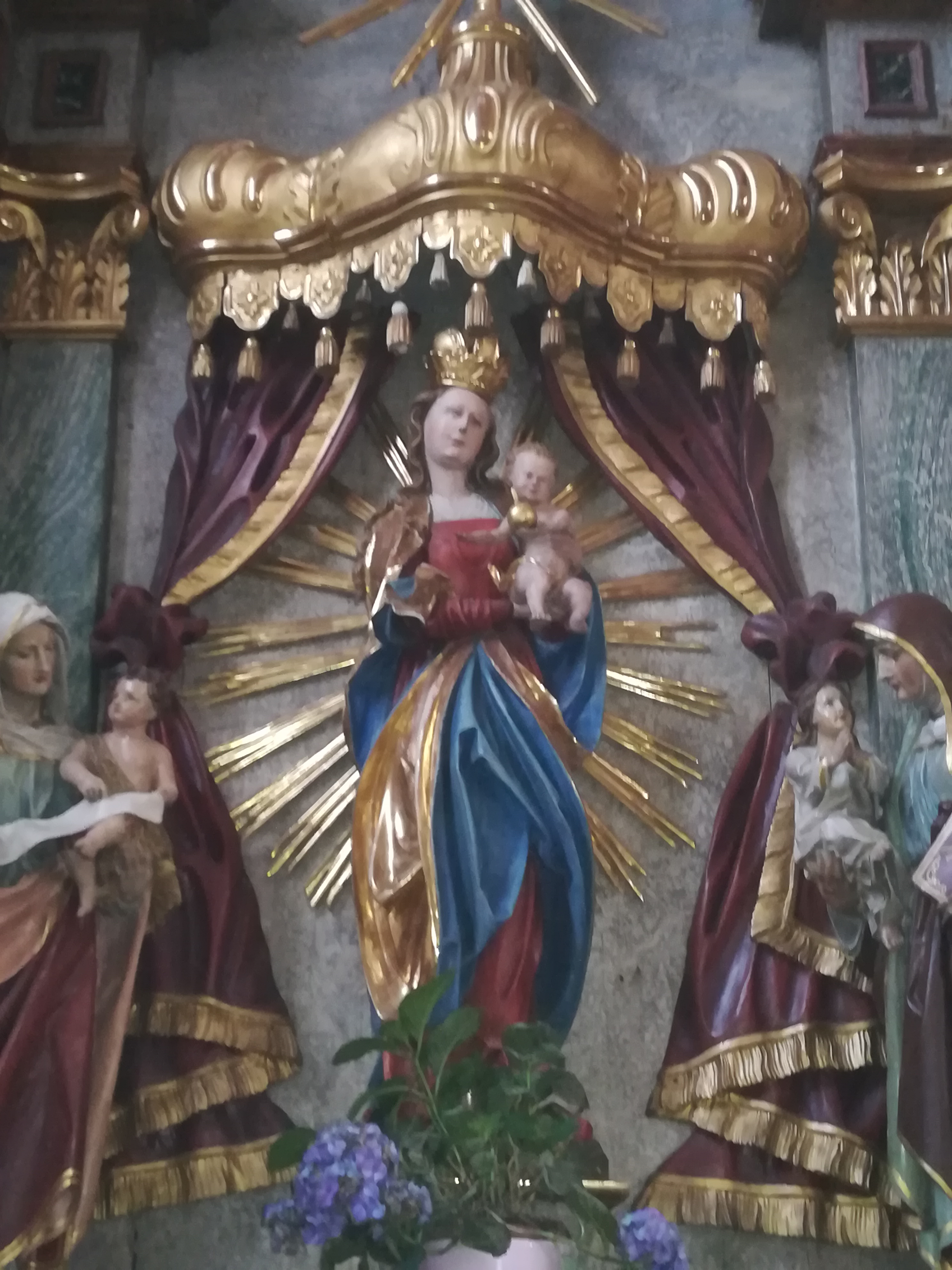
Spätgotische Madonna am linken Seitenaltar in der Pfarrkirche Ottenschlag

Die einheitlich barocke Ausstattung beinhaltet drei barocke Altäre aus dem Anfang des 18. Jahrhunderts, welche wahrscheinlich um 1900 übergangen und ergänzt wurden. Der Hochaltar mit einem Säulenaufbau und seitlichen Akanthus zeigt das Altarblatt hl. Jakobus der Ältere und im Aufsatz eine Figurengruppe der Dreifaltigkeit sowie Engel um 1700. Der linke Seitenaltar trägt eine spätgotische Madonna um 1510.

## Orgel
Die Orgel baute Hartwig Späth 1987 im französischen Stil. Sie besitzt zwei Manuale und Pedal. Diese Orgel ist eine Wechselschleifenorgel. Das heißt, dass bestimmte Hauptwerkregister auch vom zweiten Manual aus spielbar sind. Diese stehen im Schweller und können nur durch eine Koppelung auf beiden Manualen gespielt werden.
Die Disposition lautet wie folgt:
| I Hauptwerk C–g3 |        |
| Principal        | 8′     |
| Hohlflöte        | 8′     |
| Salicional       | 8′     |
| Oktave           | 4′     |
| Nachthorn        | 4′     |
| Quinte           | 2 ⁄3′  |
| Waldflöte        | 2′     |
| Terz             | 1 3⁄5′ |
| Mixtur IV        | 1 ⁄3′  |
| Trompete         | 8′     |

| II Schwellwerk C–g3 |        |
| Hohlflöte           | 8′     |
| Salicional          | 8′     |
| Oktave              | 4′     |
| Nachthorn           | 4′     |
| Quinte              | 2 ⁄3′  |
| Waldflöte           | 2′     |
| Terz                | 1 3⁄5′ |
| Trompete            | 8′     |
| Tremulant           |        |

| Pedal C–f1  |     |
| Subbass     | 16′ |
| Oktavbaß    | 8′  |
| Gedecktbass | 8′  |
| (Vorabzug)  | 4′  |
| Pedalmixtur | 4′  |
| Fagott      | 16′ |

- Koppeln: II/I, I/P, II/P,

## Grabsteine
- Grabplatte mit Stangenkreuz aus dem Anfang des 14. Jahrhunderts.
- Zwei Grabplatten mit 1544.

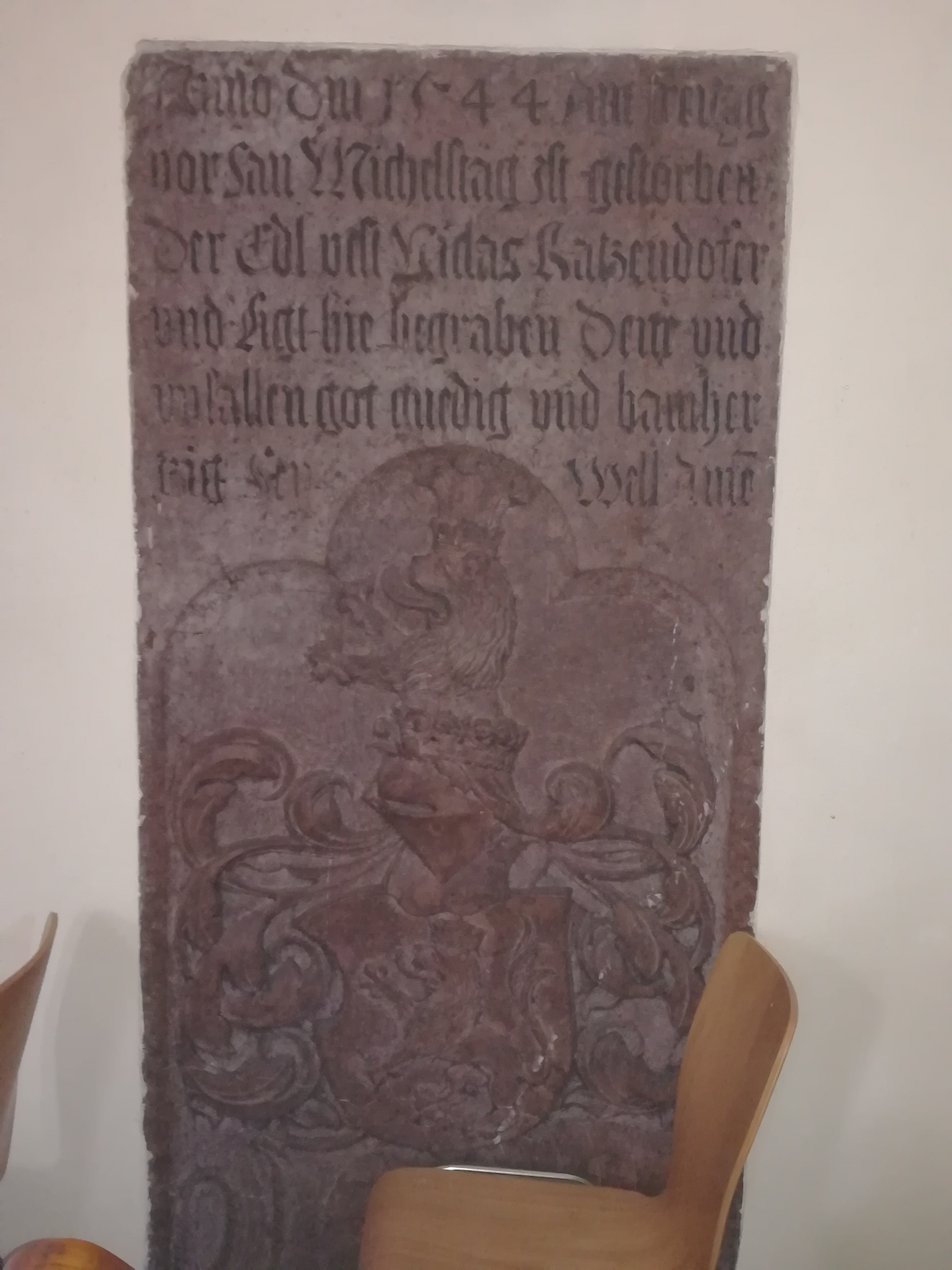
Grabstein von 1544 in der Pfarrkirche Ottenschlag
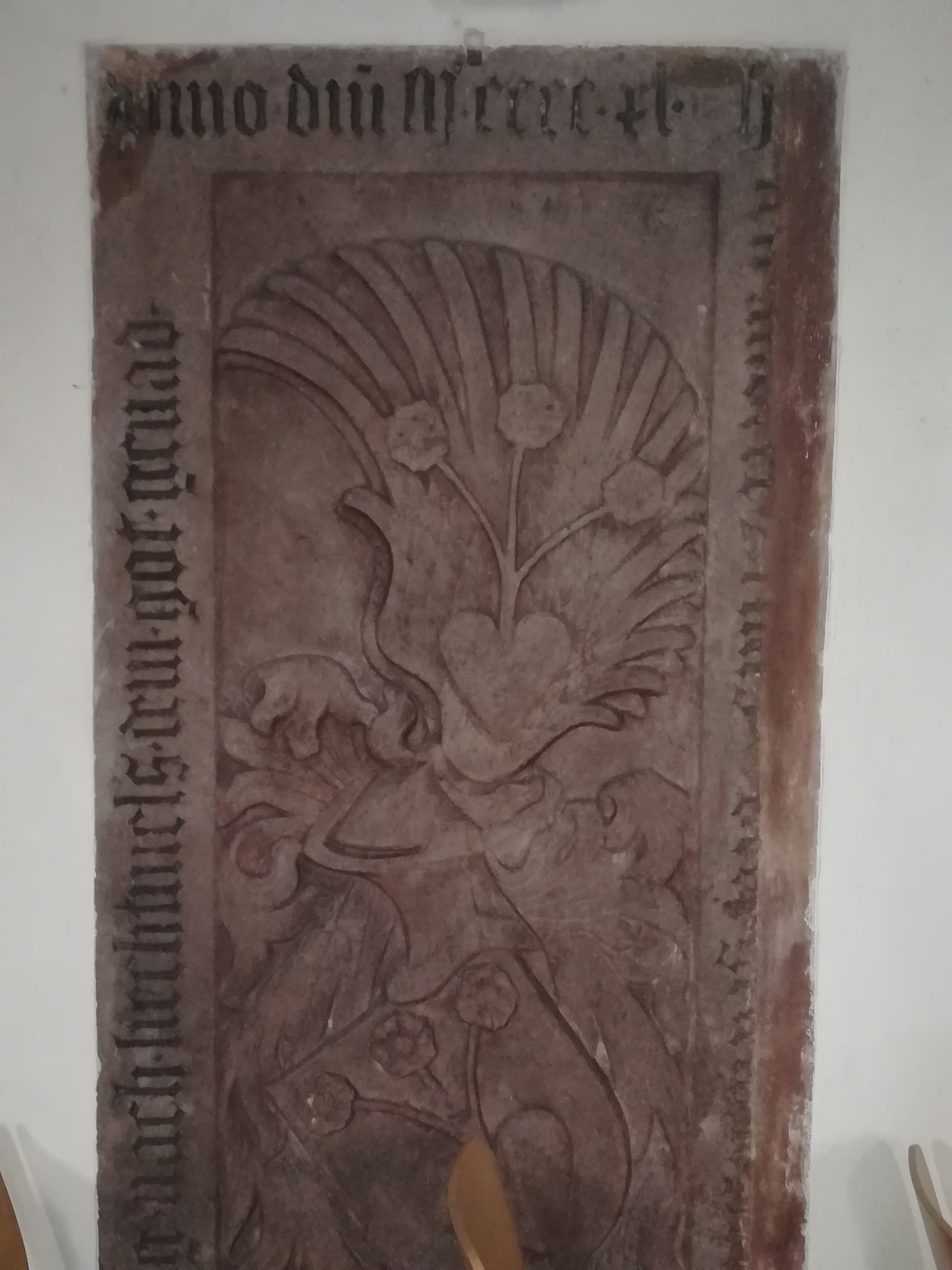
Grabstein aus dem 15. Jahrhundert in der Pfarrkirche Ottenschlag